# Kumārasambhava
Le Kumārasaṃbhavam (sanskrit : Kumārasaṃbhavam) est un poème épique de Kālidāsa. Le Kumārasaṃbhavam est largement considéré comme l'une des plus belles œuvres de Kālidāsa, un exemple paradigmatique de la poésie kāvya.
Le style de description du printemps établit la norme pour les métaphores de la nature qui imprègnent plusieurs siècles de tradition littéraire indienne. Le Kumarasambhava parle essentiellement de la naissance de Kumara (Kārttikeya), fils de Shiva et de Parvati. La période de composition est incertaine, bien que l'on pense que Kālidāsa ait vécu au Ve siècle.